# Florentinski diamant
Florentinski diamant je izgubljeni diamant indijskega porekla. Je svetlo rumene barve z zelo rahlo zeleno prevleko. Brušen je bil v obliki nepravilne (čeprav zelo zapletene) devetstranske 126-facetne dvojne rože, teže 137,27 karatov (27,454 g). Kamen je znan tudi kot toskanski diamant, veliki vojvoda Toskane, avstrijski diamant in avstrijski rumeni diamant.

## Sporna zgodovina
Izvor kamna je sporen. Po poročanju ga je Lodewyk van Bercken izbrusil za Karla Drznega, vojvodo Burgundije . Karel naj bi ga nosil, ko je padel v bitki pri Moratu 22. junija 1476. Kmet ali vojaka ga je našel na vojvodi in prodal za florin, misleč da je steklo. Nov lastnik Bartholomew May, državljan Berna, ga je prodal Genovežanu, ki ga je nato prodal  Ludovicu Sforza. S Fuggerji je prišel v finančno zakladnico Medičejcev v Firencah. Papež Julij II. se je imel za enega od njegovih lastnikov.
Druga različica zgodnje zgodovine kamna je, da je naraven kamen od kralja Vijayanagara v južni Indiji pridobil konec 16. stoletja portugalski guverner Goe, Ludovico Castro, grof Montesanto. Kristal je bil deponiran pri jezuitih v Rimu, dokler ga ni po dolgotrajnih pogajanjih Ferdinando I. de' Medici, veliki vojvoda Toskane, uspel kupiti od družine Castro-Noronha za 35.000 portugalskih scudov.
Sin vojvode Ferdinanda, Cosimo II., je končno poveril očetov nakup rezkarju Pompeu Studentoliju, beneškemu mojstru v Firencah. Dokončen dragulj je bil dostavljen 10. oktobra 1615. Popis, sestavljen ob smrti Cosima, potrjuje pridobitev surovega diamanta od Ferdinanda in ga opisuje kot »obrobljen na obeh straneh in obkrožen z diamantnim trakom.

## Dokumentirana zgodovina
Dokumentirana zgodovina se začne, ko je Jean Baptiste Tavernier, francoski draguljar in popotnik, videl kamen v posesti Ferdinanda II. de' Medici, velikega vojvode Toskane leta 1657. Nato je prešel v roke Habsburžanov, ko je umrl zadnji od Medičejcev, skozi poroko Franca I. Štefana Lotarinškega za cesarico Marijo Terezijo Avstrijsko in je bil vstavljen v habsburške kronske dragulje v Hofburgu na Dunaju. Takrat je bil vreden 750.000 dolarjev.
Po padcu avstrijskega cesarstva med prvo svetovno vojno je kamen dobil Karel I. Avstrijski v izgnanstvu v Švici. Kamen je bil po letu 1918 ukraden s strani osebe, ki je bila blizu cesarske družine, v Južno Ameriko pa je bil odpeljan z drugimi kronskimi dragulji. Po tem se je govorilo, da je bil diamant vrnjen v Združene države v 20-ih letih, bil predelna in prodan.

## 1981 - neimenovan diamant na dražbi Christie's
Med jesensko avkcijo dražbene hiše Christie's novembra 1981 v Ženevi je bil pod številko 710 nenavadno velik rumeni diamant težek 81,56 karatov, brez imena. V zlati verigi ga je obdajalo štirinajst malih diamantov z zapiralom. Diamant je šel na telefonsko ponudbo za 600.000 švicarskih frankov. Dobavitelja Christies ne more več določiti, saj je bila obveznost evidentiranja vseh pošiljateljev leta 1980 ukinjena. S tehničnega vidika je dvomljivo, da bi lahko razdelitev "Florentinca" pustila kamen te velikosti.